# Søndervig
Søndervig is een vakantiedorp in Midden-Jutland, gemeente Ringkøbing-Skjern. Het ligt enerzijds direct aan de Noordzee en anderzijds aan het Ringkøbing Fjord, 8 km ten westen van Ringkøbing. Het landschap bestaat uit hoge duinen en heide. Doordat zee en fjord elkaar hier ontmoeten is het een uniek gebied.
Door de duinen loopt een fietspad naar Hvide Sande.
Al sinds het begin van de jaren 1800 is het een bekende en geliefde badplaats. Eeuwenlang vormden verder de primaire landbouw en deels vissen de belangrijkste middelen van bestaan.
Op het strand vindt men Duitse bunkers die gebouwd zijn tijdens de Tweede Wereldoorlog.
De belangrijkste straatnamen rond het centrum van Søndervig zijn Badevej, Slette, Nordsøvej en Lodbergsvej. 